# Терский (Георгиевский район)
Те́рский — посёлок в составе Георгиевского района (городского округа) Ставропольского края России.

## Географическое положение
Расстояние до краевого центра: 142 км.
Расстояние до районного центра: 13 км.

## История
Основан в 1897 году как колония. В административном отношении населённый пункт входил в состав Александрийского сельсовета Александрийского района Терского округа. По данным Всесоюзной переписи населения 1926 года состоял из 91 двора; общее число жителей составляло 133 человека (64 мужчины и 69 женщин); преобладающая национальность — великороссы:16—17.
Указом Президиума Верховного Совета РСФСР от 21 сентября 1964 года посёлок Терский лепрозорий переименован в посёлок Терский.
До 1 июня 2017 года посёлок входил в упразднённый Александрийский сельсовет.

## Население
| 1925 | 1926 | 1989 | 2002 | 2010 | 2014 | 2023 |
| ---- | ---- | ---- | ---- | ---- | ---- | ---- |
| 20   | ↗133 | ↗712 | ↘611 | ↗779 | ↘700 | →700 |

По данным переписи 2002 года, 90 % населения — русские.

## Инфраструктура
- Терский лепрозорий МЗ РФ. Открыт 1 января 1898 года как приют для прокажённых[13]

## Образование
- Детский сад № 27 «Василёк».

## Люди, связанные с посёлком
Писатель Георгий Шилин неоднократно жил в лепрозории посёлка Терский. По мотивам этого написал своё наиболее значительное произведение — роман «Прокажённые».